# チェ・イェビン
チェ・イェビン（韓国語: 최에빈、 1998年9月2日 - ）は、 J,WIDE-COMPANY所属の大韓民国の女優である。

## 出演

### ドラマ
- ペントハウス（2020年-2021年、SBS） - ハ・ウンビョル役
- ペントハウス2（2021年、SBS） - ハ・ウンビョル役
- ペントハウス3（2021年、SBS） - ハ・ウンビョル役
- ラブウィー！（2021年、kakaoTV） - ソン・ダウン役
- ヒョンジェは美しい（2022年、KBS）- ナ・ユナ役
- 夜になりました～人狼ヲ探セ～（2023年、U+モバイルTV）- オ・ジョンウォン役